# Auböck + Kárász
Auböck + Kárász Landscape Architects ist ein Atelier für Landschaftsarchitektur mit Sitz in Wien. Maria Auböck erweiterte ihr 1985 gegründetes Atelier für Landschaftsarchitektur als János Kárász 1987 als Partner einstieg.

## Geschichte
Maria Auböck wurde als Tochter des Architekten Carl Auböck in Wien geboren. Sie absolvierte nach einem Architekturstudium an der TU Wien mit Schwerpunkt Städtebau ein Aufbaustudium der Landschaftsarchitektur. 1985 schloss sie eine Ausbildung als Ziviltechnikerin ab.
Der in Ungarn geborene János Kárász studierte ebenfalls an der TU Wien Architektur und absolvierte ein Studium der Sozialwissenschaften an der Universität Wien. Er gründete 1978 ein eigenes Atelier.
Neben landschaftsarchitektonischer Planung und architekturbezogenen Außenräumen arbeitet das Büro u. a. auch in den Bereichen Gartendenkmalpflege und historische Forschung, Kunst/Design, Städtebau und Raumplanung. Das Atelier hat Projekte u. a. in Österreich, Deutschland, Italien, Ungarn, Frankreich und Aserbaidschan realisiert sowie Vorträge u. a. in Europa, den USA, Japan und China gehalten.
Auböck + Kárász engagieren sich dafür, qualitätvolle Räume für Mensch und Natur zu schaffen. Sie verknüpfen ihr umfangreiches Wissen um die Geschichte der Landschaftsgestaltung mit dem Willen neue und kreative Wege zu gehen.

## Werkverzeichnis (Auswahl)

### Realisierte landschaftsarchitektonische Projekte (chronologisch)
- Garten der Temperamente, Herberstein, Steiermark, 1996
- Garten Landeskrankenhaus Hartberg, Steiermark, 2000
- Landschaftsgarten, Bad Blumau, Steiermark, 2000
- Außenanlagen Bürogebäude KPMG, mit Steidle+Partner Architekten, München, 2002
- Außenanlagen Institut für Meeres- und Polarforschung, mit Steidle+Partner Architekten, Bremerhaven, 2004
- Kurpark und Hauptplatz, mit Arch Henke + Schreieck, Hall/Tirol, 2005
- Vorplatz Schloss Schönbrunn, Wien (internationaler Wettbewerb, 2002, 1. Preis, mit S & S Architekten), 2005
- Landschaftsgestaltung Ausbildungszentrum SEW Bruchsal, Baden-Württemberg, 2006
- Freiräume Wohnbau WA5, Theresienhöhe, München (Wettbewerb, 1. Preis, 2001, mit Steidle+Partner Architekten), 2008
- Neugestaltung Stadtpark Horn, Niederösterreich (Wettbewerb, 2006, 1. Preis), 2008
- Landschaftsarchitektonische Gestaltung Gartensiedlung Pelargonienweg „Leben am Obsthain“, Wien (Wettbewerb, 2005, 1. Preis, mit Josef Weichenberger architects), Wien, 2009
- Furtwänglergarten, Salzburg (Wettbewerb, 2007, 1. Preis), 2009–10
- Stadträumliche Studie Wiental (mit Arch. Tillner & Willinger), Wien, 2010
- Entwicklungsplan für „Planten un Blomen“, Hamburg, 2010
- Entwicklungsplan für den Park von Schloss Hellbrunn, Salzburg, 2010
- Erinnerungsort Turnertempel (Wettbewerb, 2010, 1. Preis, mit Iris Andraschek und Hubert Lobnig), Wien, 2011
- Garten des Geriatriezentrums Leopoldstadt, mit Arch. Helmut Wimmer, Wien, 2010
- Rosarium, Donaupark, Wien, 2011
- Öffentlicher Park Wohnanlage Kagraner Spange, mit Arch. Rüdiger Lainer, Wien, 2012
- Vertikaler Garten / Wintergarten Wohnhausanlage Mühlgrund, mit ARTEC Architekten, Wien, 2012
- Außenräume Schulcampus HTBLA Salzburg, mit Arch. Kleboth-Lindinger, Salzburg, 2012
- Außenräume Justizzentrum, mit Arch. Mathoi, Korneuburg, Niederösterreich, 2012
- Fassade, Innenhof und Dachflächen Joseph Pschorrhaus, mit Arch. Kuehn Malvezzi, München, 2013
- Neues Zentrum / Hauptplatz / Gartentheater Bad Gleichenberg, Steiermark (Wettbewerb, 1. Preis), 2014
- Wohnbau Mautner Markhof Gründe (Wettbewerb Städtebau und Freiraumgestaltung, 1. Preis), 2010, mit Geiswinkler & Geiswinkler Architekten, Wien, 2014
- Innufer, Olympisches Dorf und Freiflächen Pflegeheim (Wettbewerb, 2011, 1. Preis, mit ARTEC Architekten), Innsbruck, 2015 (Bauherrenpreis der Zentralvereinigung der Architekten 2015)
- ERSTE Campus, Freiraumgestaltung (Wettbewerb, 1. Preis, mit Henke Schreieck Architekten, 2008), Wien, 2016
- Wohnhausanlage „smart wohnen“, mit Geiswinkler & Geiswinkler Architekten, Wien, 2016
- Convention Park, mit Hoffmann-Janz Architekten, Baku, Aserbaidschan, 2016

### Kunst / Design
- Stadtbaukasten / Il Gioco della Capitale / Capital Game, 1988
- „Hinter den Wänden“, Ausstellungskonzept (mit Georg Schöllhammer), Langenlois, Niederösterreich, 1988
- „Heimlich“ – eine Forschungsreise nach dem Traum vom eigenen Haus (mit Harald Saiko), Steirischer Herbst 1995
- mit Franz E. Kneissl: „Zeitplastik“, forschungsorientiertes Ausstellungsprojekt über soziokulturelle Veränderungen nach dem Fall des eisernen Vorhangs in Wien / Prag / Bratislava / Budapest / Ljubljana / Triest, 1990–1998
- Weißer Garten (mit Jenny Holzer), Erlauf, Niederösterreich, 1995/2015
- Renaissance-Garten-Zitat im Park von Schloss Amras, Innsbruck, 1997
- „Über die Berge“, Ausstellungskonzept (Mitarbeit) und Ausstellungsgestaltung, Shedhalle St. Pölten, 1998
- Die Gärten der Esterházy, Ausstellung, Eisenstadt, 1998
- Zoom City/Urban Diary, UNESCO-unterstützte interaktive Ausstellung im Internet über den Alltag von Jugendlichen in Wien und Maputo, 1998–2003
- Platzgestaltung für KPMG (mit Olafur Eliasson), München 2002
- Weingarten-Gazebo am Käferberg: Architektur als Landschaft, Langenlois, Niederösterreich, 2006
- Garten mit Brunnen (mit Inés Lombardi), permanente Installation am Wiener Zimmermannplatz, Kunst im öffentlichen Raum, Wien, 2009
- Erinnerungsort Turnertempel (Wettbewerb, 2010, 1. Preis, mit Iris Andraschek und Hubert Lobnig), Wien, 2011
- Plenum. Places of Power, Gartengestaltung, Architekturbiennale Venedig 2014
- Patio für Heimo Zobernig, Kunstbiennale Venedig 2015

### Gartendenkmalpflege (Auswahl)
- Sanierungs- und Entwicklungskonzept für den Augarten, Wien, 1991
- Entwicklungskonzept für den Park des Belvedere (mit Stefan Schmidt), Wien, 1995
- Otto Wagner Spital, Untersuchung zum Zweck der Erfassung und Restaurierung der Außenanlagen am Steinhof, Wien, 2001
- Rekonstruktion zweier Broderie-Parterres aus dem 18. Jahrhundert im Belvedere-Garten, Wien, 2005–08
- Entwicklungskonzept für Planten un Blomen, Hamburg, 2010
- Entwicklungskonzept und Parkpflegewerk für den Park von Schloss Hellbrunn, Salzburg, 2011

### Forschung/Wissenschaftliche Studien
- Forschungsstipendien in Rom und Freising (Maria Auböck)
- Teddy Kollek Fellowship, Jerusalem, 2012
- Maria Auböck, János Kárász, Stefan Schmidt, Die Freiräume der Gemeindebauten der Zwischenkriegszeit, Wohnbauforschung, Wien 1986
- Potentiale der Landschaftsinszenierung in der Zeit der Themen- und Erlebnisparks. Studie im Auftrag der MA 18, Wien (mit Stefan Schmidt, Manfred Schwaba und Irmtraud Voglmayr), 2000
- János Kárász, Daniele Kárász, Landschaftsästhetische Vorlieben unter Landwirtefamilien, ein Beitrag zur Kulturlandschaftsforschung, 2003
- János Kárász, Daniele Kárász, Freiräume im geförderten Wohnungsbau, Qualitative Fallstudien aus Wien, Wohnbauforschung Wien 2008
- János Kárász, Maria Auböck, Drehbuch Freiraum, Wohnbauforschung Wien 2010
- János Kárász, Maria Auböck, Dachlandschaften – gemeinschaftlich nutzbar, Planungsreferat LH-München, 2012

## Auszeichnungen
- 2015: Österreichischer Bauherrenpreis 2015 (Innufer, Olympisches Dorf und Freiflächen Pflegeheim (mit ARTEC Architekten), Innsbruck)
- 2015: Silbernes Ehrenzeichen für Verdienste um das Land Wien (Maria Auböck)
- 2015: Living Rivers Award (mit dem Lehrstuhl für Gestalten im Freiraum der Akademie der Bildenden Künste München)
- 2016: Deutscher Städtebaupreis für Wohnbau wagnisART (mit bogevischs buero und bauchplan), 2016
- 2016: Niederösterreichischer Kulturpreis – Würdigungspreis für Architektur 2016
- 2021: Preis der Stadt Wien für Architektur 2021[3]
- 2023: Hans-Hollein-Kunstpreis für Architektur vom österreichischen Bundesministerium für Kunst, Kultur, öffentlicher Dienst und Sport[2]

## Lehrtätigkeit und Funktionen (Auswahl)
Maria Auböck hatte eine Gastprofessur an der Rhode Island School of Design und zahlreiche Lehraufträge u. a. an der Universität für Angewandte Kunst Wien, seit 2011 an der Akademie der bildenden Künste Wien, der Universität Innsbruck und der TU München sowie derzeit an der FH Kärnten in Spittal/Drau. 1999–2017 hatte sie eine Professur für Gestalten im Freiraum an der Akademie der Bildenden Künste in München. Sie ist kooptiertes Mitglied der DASL, Berlin, Mitglied des BDLA Bayern und des BDA Bayern und seit 2008 geschäftsführende Vizepräsidentin der Zentralvereinigung der Architekten für Wien, Niederösterreich und das Burgenland.
János Kárász hat an der Universität für Bodenkultur in Wien unterrichtet, hatte Gastprofessuren in Rom und Moskau inne und war als UNESCO-Berater in Europa und Afrika tätig. Gemeinsam halten sie seit 2014 jährlich Workshops an der Corvinus-Universität Budapest ab.

## Publikationen (Auswahl)
- Gisa Ruland, Maria Auböck: Grün in Wien – ein Führer zu den Gärten, Parks und Landschaften der Stadt. Falter Verlag, Wien 1994.
- Maria Auböck, Gisa Ruland: Paradies(T)räume – Gärten, Parks und Landschaften in Wien. Holzhausen, Wien 1999.
- Maria Auböck, János Kárász: Public Design. Das Vertraute modulieren. In: Topos. 32, 2000.
- Maria Auböck (Hrsg.), Ingrid Gregor (Fotos): Das Belvedere – Der Garten des Prinzen Eugen in Wien. Holzhausen, Wien 2003.
- János Kárász, Daniele Kárász: Drehbuch Freiraum, Möglichkeiten und Anforderungen im Wohnungsbau, Wohnbauforschung. Wien 2010.
- Maria Auböck, János Kárász: Dachlandschaften – gemeinschaftlich nutzbar. Publikation der Stadtplanung München, 2012.

## Audio
- Menschenbilder: Shenja von Mannstein: Die Landschaftsarchitektin Maria Auböck.[4]

## Ausstellungen (Auswahl)

### Einzelausstellungen
- Gradual Landscapes – Open Spaces, Galerie Aedes, Berlin, 2005
- Moving Shapes – Dynamic Places, Österreichisches Kulturforum, Krakau, 2006: Österreichisches Kulturforum, Tokio, 2007, Istanbul 2008, Ankara 2009, Stadtplanung München 2011 (Moving Shapes – Dynamic Places / Räume in Bewegung); Universität Budapest 2012, Universität Rom 2012

### Ausstellungsbeteiligungen
- Landscape Architecture in Europe, Biennal de Paisatge, Barcelona, 1999, 2001, 2003, 2005, 2007
- Dichte Packung – Gardens for Social Housing, Galerie Werner, München, 2003
- Spiele der Stadt, Wien Museum, 2012–13
- Architekturbiennale Venedig 2014, 2016
- Kunstbiennale Venedig 2015